# آمبوهیدراتریمو (بخش)
آمبوهیدراتریمو (به لاتین: Ambohidratrimo) یک بخش‌های ماداگاسکار در ماداگاسکار است که در آنالامانگا واقع شده‌است.